# Wienzeile

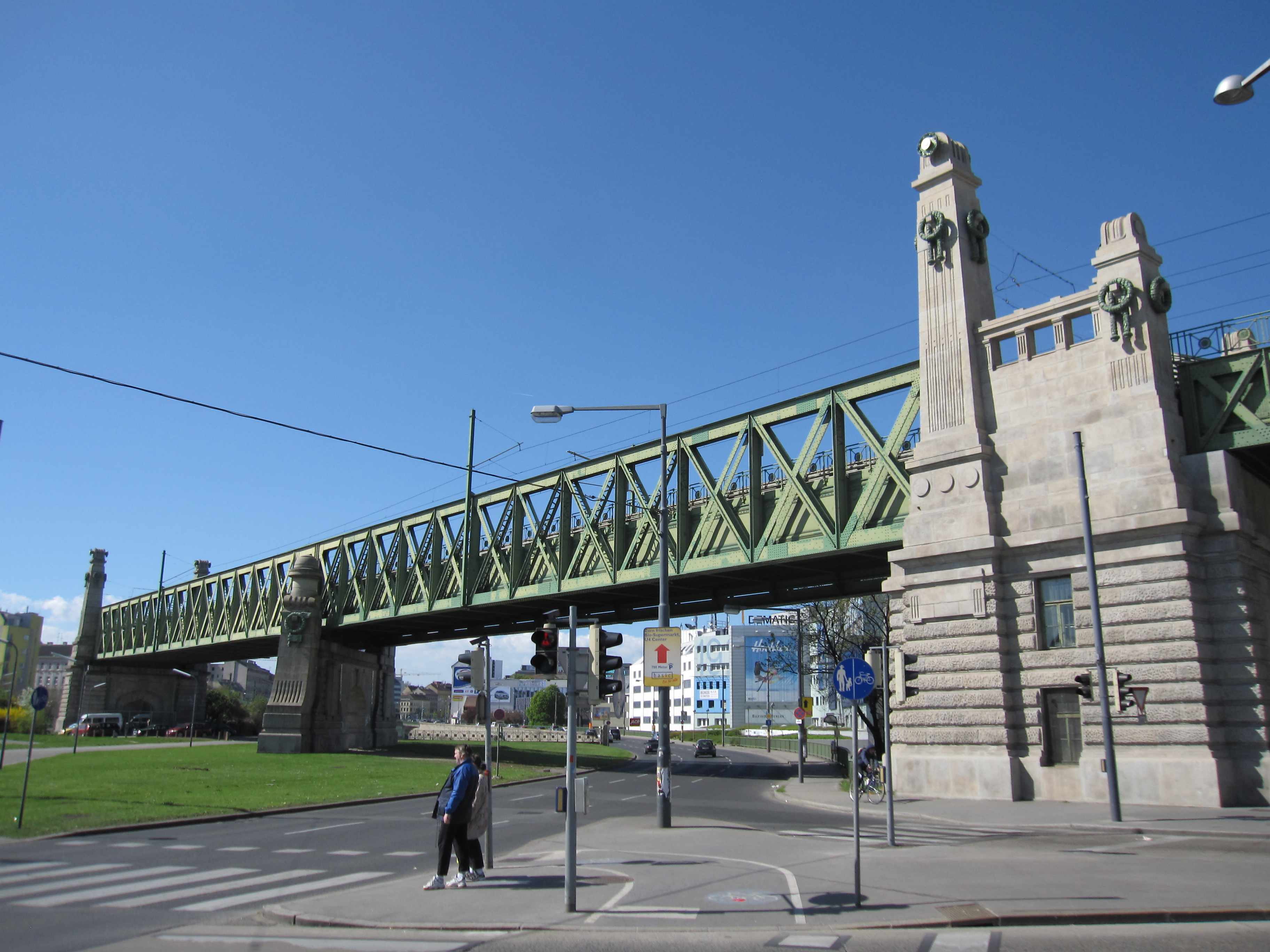
Otto Wagners Wientalbrücke überspannt die Linke Wienzeile

Die Wienzeile besteht aus zwei Straßen in Wien, die im Zuge der Regulierung des Wienflusses zwischen 1899 und 1905 entlang dessen Ufer entstanden:
- nördlich, an der linken Flussseite, die Linke Wienzeile,
- südlich, an der rechten Flussseite, die Rechte Wienzeile.

Die beiden Straßen beginnen zentrumsseitig bei der Kreuzung Getreidemarkt / Friedrichstraße / Operngasse am Rand des Verkehrsknotenpunkts Karlsplatz (Bezirksgrenze 1 / 4 / 6). Die Linke Wienzeile führt bis zur Schönbrunner Schlossbrücke (Bezirksgrenze 14 / 15), der unmittelbaren Hauptzufahrt zum Schloss Schönbrunn, der ehemaligen kaiserlichen Sommerresidenz. Die Rechte Wienzeile ist etwas kürzer und endet beim Straßenzug Grünbergstraße / Schönbrunner Brücke / Winckelmannstraße (Bezirksgrenze 12 / 13). Die Linke Wienzeile führt durch die Bezirke 6 und 15, die Rechte durch die Bezirke 4, 5 und 12.
Zwischen den beiden Straßen verläuft der Wienfluss (bei der Kreuzung mit dem Gürtel und im zentrumsnächsten Bereich eingewölbt) mit der südlich unmittelbar anschließenden U-Bahn-Linie U4, die hier 1898 / 1899 als Wientallinie der Wiener Stadtbahn eröffnet wurde. Der dichte U-Bahn-Verkehr (sechs Stationen) bewirkt, dass andere öffentliche Verkehrsmittel (Linienautobusse) jeweils nur in wenigen, kurzen Abschnitten zu finden sind.
Vor der Regulierung des Wienflusses hieß die Rechte Wienzeile im 4. Bezirk Wienstraße, im 5. Bezirk Flussgasse, An der Wien und Wienstraße. Die Linke Wienzeile hieß im 6. Bezirk zuerst Am Wienufer, auch Ufergasse, später Magdalenenstraße und Wienstraße.
Architektonisch stark geprägt ist die Linke Wienzeile von Otto Wagners Jugendstilbauten im Bereich des Naschmarkts. Otto Wagner verfocht seit 1873 das letztlich nicht realisierte Konzept eines Prachtboulevards über dem eingewölbten Wienfluss zwischen Karlsplatz und Schönbrunn.
Die Linke Wienzeile ist heute Teil der Westausfahrt Wiens Richtung Linz und Salzburg. Sie setzt sich im 14. Bezirk in der Hadikgasse fort. Die Rechte Wienzeile wurde weniger konsequent ausgebaut; nur Teile von ihr gehören zur Westeinfahrt Wiens, die im 13. Bezirk mit dem Hietzinger Kai beginnt.